# Emília dos Anjos
Emília dos Anjos Enes (Lisboa, 22 de maio de 1846 — Lisboa, 3 de julho de 1921) foi uma atriz de teatro portuguesa.

## Biografia
Nasceu em Lisboa, no número 57 da Rua da Oliveira, freguesia dos Anjos, a 22 de maio de 1846, no seio de uma família humilde e de poucas capacidades económicas, sendo filha de João António Francisco Caetano, natural de Figueiró dos Vinhos e de sua mulher, Luísa da Conceição, natural de Vila de Rei.

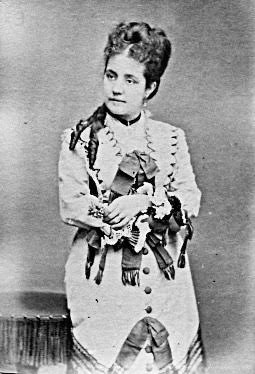
Emília dos Anjos (Alfred Fillon, Lisboa, 1876, Biblioteca-Arquivo do Teatro Nacional D. Maria II).

Em 1861, aos 15 anos, entrou para o Conservatório de Lisboa, onde seguiu o curso com grande aproveitamento e grande aplauso do seu mestre, Duarte de Sá, de quem cedo se tornou discípula predileta. Concluído o curso deu as suas provas públicas no Teatro Nacional D. Maria II a 4 de fevereiro de 1865, na comédia de Octave Feuillet Le cheveu blanc, traduzido para português com o título Por um cabelo, na qual representou com o grande ator José Carlos dos Santos. Emília dos Anjos foi recebida com grandes aplausos pelo público, com apenas 18 anos.
Ficando escriturada no D. Maria II, é classificada como atriz de segunda classe pelo Conselho Dramático, ao passo que o público a considerava de primeira. Provou depois os seus enormes talentos no Teatro da Rua dos Condes, ao lado de José Carlos dos Santos, Joaquim José Tasso, Delfina do Espírito Santo e Emília Letroublon, nos dramas Demónio do jogo, Nobrezas do Trabalho e Família Benoiton. Da Rua dos Condes passou com toda a sua companhia, de Francisco Palha, para o Teatro da Trindade, aquando da sua inauguração em 1867, representando ali com grande êxito Mãe dos Pobres, Temprestades da Família, Drama da rua da Paz, Miss Multon, Viver de Paris, Frou-frou, Rascunho, Última Moda, etc. No entanto, o período mais brilhante da sua carreira começa em 1872, quando depois de um ano afastada do público reaparece no Teatro Gymnasio, acompanhada de um grupo de excelentes artistas afastados por dissensões particulares do D. Maria II. Ocupando um dos primeiros lugares nessa companhia, entrando em quase todo o repertório e acarretando com a responsabilidade de papeis importantes, Emília desenvolveu rapidamente todos os seus recursos artísticos, conquistando através da sua inteligência e do seu assíduo e consciencioso estudo, as simpatias do público, justificando sobejamente os aplausos com que a vitoriavam.

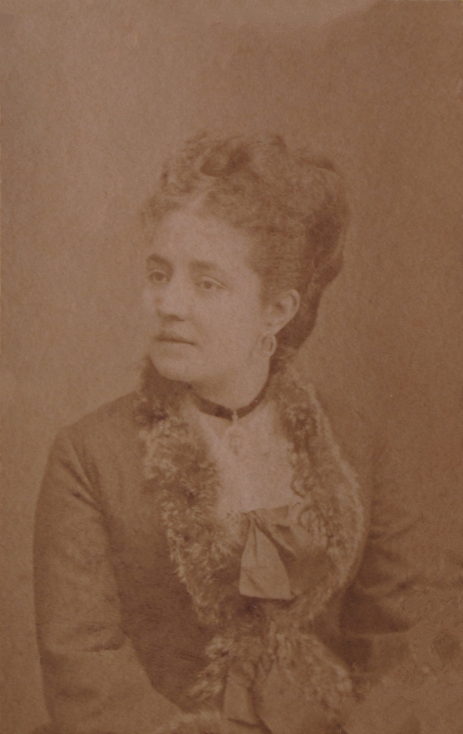
Emília dos Anjos (Biblioteca-Arquivo do Teatro Nacional D. Maria II).

Denota-se as suas exímias participações nas peças Lenço Branco, Bola de Sabão, Família Mongrol, Lazaristas, High-life, Abençoadas lágrimas!, Entre casados, Os engeitados, A roca de Hércules, Leonor Teles, Luta pela vida, O íntimo, etc. Passando depois a societária do D. Maria II, abandona o teatro em meados da década de 1890, prefazendo a sua última representação em A Madrugada, a 26 de abril de 1892, onde fez a personagem "Baronesa do Farol".
Aos 53 anos de idade, a 28 de agosto de 1899, na Igreja de Santa Isabel, em Lisboa, casou-se com o político, jornalista, escritor e administrador colonial António José Enes, tendo por testemunhas do consórcio o negociante Domingos Margotteau Ferreira e o funcionário superior da Câmara Municipal de Lisboa, José António Godinho, tendo enviuvado apenas dois anos após o casamento, a 6 de agosto de 1901.
Já esquecida pelo público, falece aos 75 anos de idade, a 3 de julho de 1921, na sua residência, o segundo andar esquerdo do número 36 da Rua Ferreira Lapa, na freguesia de Coração de Jesus, em Lisboa, vítima de cancro do útero, sendo sepultada em jazigo, no Cemitério dos Prazeres.